# 鄧林 (洪武舉人)
鄧林（1374年3月14日—1434年），初名彝，號退菴、又号仕齋，廣東廣州府新會縣人，明朝政治人物。

## 生平
鄧林是洪武二十九年（1396年）丙子科廣東鄉試舉人，三十年（1397年）丁丑科會試中副榜，授貴縣教諭，九年後考績至南京，華蓋殿大學士楊士奇、國子監祭酒李時勉看到他的詩文相繼稱奇，推薦協助修書，五年後出為南昌府教授，任滿再次赴京，吏部尚書蹇義早知其賢名，薦陞北京吏部驗封司主事，陞稽勳司郎中，宣德八年（1433年）辭官回鄉，九年（1434年）去世，享年六十一歲，葬在貴縣奇坑山，正德八年（1513年）廣東按察司副使章拯題請入祀鄉賢祠。

## 引用
1. 1 2  道光《新會縣志·卷十二·金石》：〈鄧退菴墓碑〉 正書 □世祖考仕齋翁，初諱彝，明成祖永樂皇帝以其多才更之曰林，因自號退菴示謙讓未遑也，生於洪武甲寅年二月初一日寅時，登洪武丙子科鄉薦，會試中乙榜，初授廣西潯州府貴縣教諭，九載考績至京，大學士楊士奇、祭酒李時勉見其詩文交相稱奇，薦入中秘修書，五載陞江西南昌府學教授，官滿赴京，冢宰蹇義素聞其賢，薦陞北京吏部驗封清吏司主事，累官至吏部稽勳司郎中，宣德八年還家，二載考終，享壽六十有一，葬貴奇坑山丑山未向，正德八年廣東督學章拯行文有司，歲時享祀本邑鄉賢祠，十七世裔孫芳振謹識。